# Migrație de înlocuire
Migrație de înlocuire este conform definiției dată de ONU, acel tip de migrație umană care contribuie la echilibrarea piramidei populației prin primirea într-o țară a unui număr de migranți, necesar pentru compensarea declinului numărului populației din țara respectivă, atât sub aspectul vârstei, cât și al forței de muncă. Acest tip de migrație are potențialul de a fi o soluție, pentru compensarea costurilor economice ale îmbătrânirii demografice.
În ce privește definițiile, din punct de vedere administrativ și legal, în Uniunea Europeană migrația de înlocuire reprezintă o formă de migrație temporară (pe o perioadă delimitată de timp) legală. Subiectul acestei forme de migrație, pe teritoriul Uniunii, este astfel reprezentat de lucrători pleacați să muncească, cu contracte de muncă încheiate pe baza acordurilor bilaterale dintre state. Recrutarea de forță de muncă asociată migrației de înlocuire vizează atât lucrători cu calificare înaltă, în care țările respective sunt deficitare, cât lucrători necalificați, aceștia fiind necesari spre a înlocui forța de muncă locală, pentru calificările nesolicitate de către localnici (cum ar fi în agricultură).

## Concept
Ca și concept, migrația de înlocuire reprezintă în demografie, o formă de migrație necesară pentru ca o regiune să atingă un anumit obiectiv (demografic, economic sau social). În general, studiile care utilizează acest concept au ca obiectiv să evite declinul numeric al populației totale, îmbătrânirea populației, precum și declinul numeric al populației apte din punct de vedere al grupelor de vârstă, pentru muncă. 
Adesea, scăderea globală a populației se află în relație cu o rată scăzută a fertilității, deoarece când aceasta este mai mică decât nivelul de înlocuire de 2,1 copii per femeie și speranța de viață este mai mare, din punct de vedere numeric populația începe să scadă și structura populației pe vârste se modifică, prin creșterea proporției de persoane vârstnice. Astfel, raportul de dependență în funcție de vârsta se modifică, efectul fiind că sarcina de sprijin a populației vârstnice care revine populației de vârstă activă crește. 
Proiecțiile care iau în calcul migrația de înlocuire sunt în primul rând calcule demografie teoretice și nu au caracter de previziuni sau de recomandări. Cu toate acestea, respectivele informații demografice pot stimula guvernele să faciliteze migrația de înlocuire prin modificări ale politicilor.
Conceptul migrației de înlocuire poate varia în funcție de studiul efectuat, precum și în funcție de contextul în care se aplică. Poate fi un număr de imigranți anual, o migrație netă, un număr suplimentar de imigranți în raportcu un scenariu de referință, etc. 

## Tipuri de migrație de înlocuire
Migrația de înlocuire se poate face sub mai multe forme, deoarece mai multe scenarii de proiecție ale unor modificări de populație pot urmări același scop. Cu toate acestea, predomină două forme expuse mai jos:
- migrația minimă de înlocuire: se face astfel încât să fie atins un anume obiectiv ales, fără însă a exista un excedent de migranți. Calculul acestuia va depinde în mod evident, de obiectivul ales. Ea se poate asocia cu fluctuații mari de la o perioadă la alta.
- migrația constantă de înlocuire: nu fluctuează și rămâne aceeași, pe toată durata proiecției efectuate.

## Aplicabilitate

### Rezultate care se pot obține
Deși rezultatele brute ale proiecțiilor de estimare a migrației de înlocuire nu sunt neapărat comparabile, ele depinzând de tipul de migrație de înlocuire utilizat de autor, s-au conturat o serie de concluzii generale, în ce privește posibilitățile reale de utilizare a conceptului:
- migrația de înlocuire necesară, estimată evitării îmbătrânirii populației și menținerii raportului de dependență sau influențării semnificative a structurii de vârstă a unei regiuni, atinge niveluri niveluri imposibil de realizat în practică
- pentru regiunile cu o rată de fertilitate relativ ridicată, migrația de înlocuire necesară evitării scăderii populației totale sau a efectivului grupelor de vârstă apte de muncă nu este excesiv de mare. Totuși, pentru regiunile cu o rată de fertilitate foarte scăzută, valorile migrației de înlocuire necesare sunt foarte mari și nerealiste.
- nivelul fertilității are un impact mult mai important decât imigrația, asupra îmbătrânirii și structurii populației pe vârste.
- impactul principal al imigrației se regăsește în efectivul propriuzis al populației, fără a conduce însă la modificarea substanțială a structurii acesteia.

### Evaluări critice
Migrația de înlocuire, astfel cum a fost prezentată de Divizia Națiunilor Naționale pentru Populație în  anul 2000, este în mare parte percepută ca fiind o soluție nerealistă, în calitate de modalitate singulară de combatere a îmbătrânirii demografice .  Unul dintre motive este faptul că aceasta tinde să fie doar o soluție temporară de stopare a îmbătrânirii populațiilor. Această soluție ar putea fi înlocuită de implementarea unor politici guvernamentale și a unor schimbări sociale, pentru a combate declinul populaților și îmbătrânirea acestora. Prin urmare, se consideră că migrația de înlocuire este mai utilă ca instrument analitic sau ipotetic.
Creșterea migrației ar putea scădea raportul de dependență al populației vârstnice, raport care este de așteptat să crească considerabil, în următoarele decenii. Cu toate acestea, imigrația necesară pentru a contracara în mod efectiv îmbătrânirea multor economii industrializate este nerealist de ridicată.
De asemenea, există temeri privind faptul că migrația de înlocuire exercită un impact negativ asupra mediului. Declinul și îmbătrânirea populațiilor sunt de obicei observate în țările mai dezvoltate, deoarece țările mai dezvoltate au o infrastructură mai bună de îngrijire a sănătății și acces la educație, care scad atât rata mortalității, cât și, ulterior, ratele de fertilitate ale populației. Imigranții se mută, de regulă, din zone care au mai puține resurse sau oportunități economice, deoarece accesul la mai multe resurse și la prosperitatea economică poat fi factori atrăgători pentru ca acești migranți să se mute într-o nouă țară. Un aflux mare de imigranți dintr-o zonă săracă în resurse sau fără resurse disponibile, într-o țară care are mai multe resurse, poate modifica disponibilitatea resectivelor resurse, deoarece acestea vor fi distribuite mai multor persoane.
Anumite țări se pot de asemenea opune imigrației, pe plan internațional. Motive precum xenofobia pot supune discriminării pe noii imigranți și astfel, respectivii pot avea probleme în ce privește asimilarea în noua lor țară. Populația autohtonă a țărilor menționate poate, de asemenea, să resimtă pierderii identității naționale și să se opună acesteia, precum și pierderii omogenității culturii naționale și de asemenea, pierderii avantajelor persoanelor autohtone pe care le determină, imigrația de înlocuire.
Progresele în robotică și inteligență artificială ar putea diminua nevoia de lucrători migranți, în special în ce privește locurile de muncă ce necesită un nivel scăzut de calificare. 
O lucrare din 2019 a reafirmat concluziile documentului Diviziei ONU pentru Populație din anul 2000, susținând că, în timp ce imigrația poate juca un rol în moderarea efectelor îmbătrânirii populației, numărul imigranților necesari pentru a opri efectiv această îmbătrânire (exprimat în ceea ce privește menținerea potențialului de sprijin) a fost prea mare pentru a fi realist.  O lucrare din 2016, privind impactul migrației asupra tendințelor relevate de proiecția populației din țările scandinave, a ajuns la concluzii similare.